# Ética na inteligência artificial

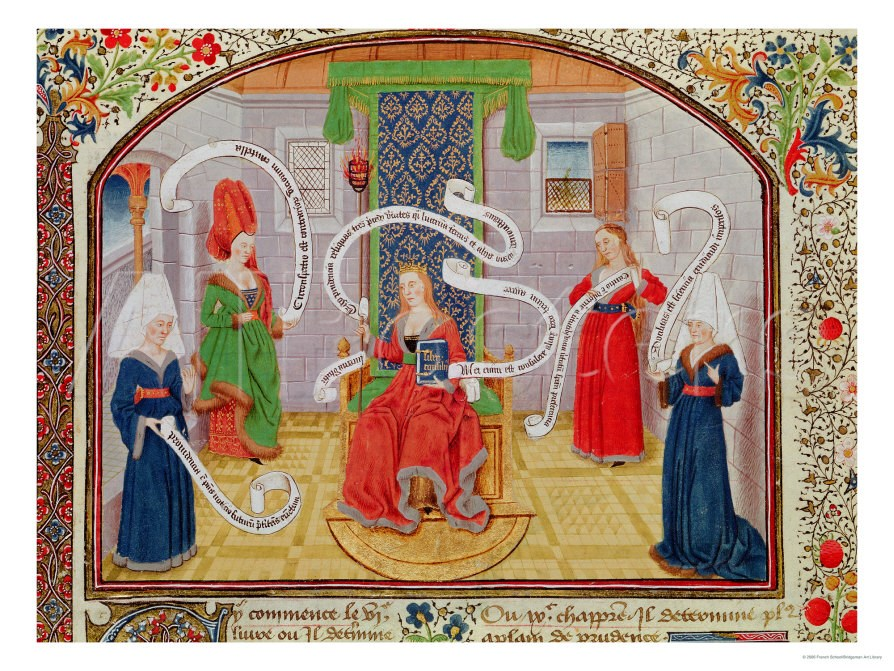
A Teoria das Virtudes Intelectuais, de “Ética, Política e Economia” de Aristóteles

Ética é um ramo da filosofia que é dedicada aos estudos dos assuntos morais. A palavra ética veio da palavra grega ethos, que significa respeito aos costumes e aos hábitos dos homens.A ética na inteligência artificial é uma parte da ética que é específica para entidades que possuem inteligência artificial e robôs. Com a possibilidade de criar máquinas com inteligência, é importante haver uma preocupação com a questão ética das máquinas acerca das condutas delas para que não ocorra prejuízos aos seres humanos e outros seres vivos.

## Visão geral da inteligência artificial
A inteligência artificial é fazer com que as máquinas pensem como seres humanos, com o objetivo para que as máquinas possam exercer o trabalho de uma pessoa e substituí-las. Um sistema IA é capaz de não somente armazenar e manipular dados, mas também consegue adquirir, representar, e manipular conhecimento. Esta manipulação inclui a capacidade de deduzir ou inferir novos conhecimentos, a partir do conhecimento existente e utilizar métodos de representação e manipulação para resolver problemas complexos. Uma das ideias mais úteis que emergiram das pesquisas em IA, é que fatos e regras podem ser representados separadamente dos algoritmos de decisão - conhecimento procedimental. Isto teve um grande efeito tanto na maneira dos cientistas abordarem os problemas, quanto nas técnicas de engenharia utilizadas para produzir sistemas inteligentes. Adotando um procedimento particular - máquina de inferência - o desenvolvimento de um sistema IA é reduzido à obtenção e codificação de regras e fatos que sejam suficientes para um determinado domínio do problema. Este processo de codificação é chamado de engenharia do conhecimento. Portanto, as questões principais a serem contornadas pelo projetista de um sistema IA são: aquisição, representação e manipulação de conhecimento e, geralmente, uma estratégia de controle ou máquina de inferência que determina os itens de conhecimento a serem acessados, as deduções a serem feitas, e a ordem dos passos a serem usados. A Inteligência Artificial está crescendo no mundo corporativo e transformando a indústria, aumentando a eficiência, reduzindo falhas e dando velocidade à força de trabalho.

## As Leis da Robótica
Conhecida como as três leis da robótica foram idealizadas pelo escritor Isaac Asimov com a finalidade de poder controlar e ter domínio dos comportamentos dos robôs.
Isaac Asimov publicou inúmeros livros ao longo de sua carreira, um dos mais conhecidos foi: Eu, Robô.
As três leis consistem em:
- 1ª Lei: Um robô não pode ferir um ser humano ou, por inação, permitir que um ser humano sofra algum mal.
- 2ª Lei: Um robô deve obedecer as ordens que lhe sejam dadas por seres humanos exceto nos casos em que tais ordens entrem em conflito com a Primeira Lei.
- 3ª Lei: Um robô deve proteger sua própria existência desde que tal proteção não entre em conflito com a Primeira ou Segunda Leis.

Com o grande avanço da tecnologia e inteligência artificial, vemos que essas três leis são de extrema importância para o convívio entre seres vivos e robôs seja possível e pacífico.

## Exemplos de falta de ética em inteligência artificial

### No âmbito de trabalho
Um exemplo marcante ocorreu em 2018, no setor de recursos humanos, quando a Amazon implementou um sistema de IA para analisar currículos e selecionar candidatos automaticamente. No entanto, o algoritmo apresentava discriminação contra mulheres, pois foi treinado com dados históricos que refletiam a predominância masculina na indústria de tecnologia. Como consequência, candidatas do sexo feminino recebiam pontuações mais baixas
Além disso, o Fundo Monetário Internacional (FMI) alertou que a IA pode afetar 40% dos empregos globalmente, com algumas funções sendo completamente automatizadas, resultando em desemprego e exigindo requalificação da força de trabalho.

### No âmbito social
Outro exemplo foi o de uma mulher negra nos Estados Unidos foi erroneamente identificada como criminosa por um sistema de reconhecimento facial baseado em IA, o caso de identificação errônea envolvendo uma mulher negra nos Estados Unidos ocorreu em 2020 e está diretamente ligado aos problemas de viés em sistemas de reconhecimento facial usados por autoridades policiais. A mulher, Porcha Woodruff, foi acusada injustamente de um roubo que não cometeu, baseado unicamente na correspondência feita por um algoritmo de reconhecimento facial. evidenciando vieses raciais presentes nesses sistemas. 
No Brasil ocorreu um caso similar com a Thaís Santos em um evento em Aracaju(SE), Thais foi abordada devido a um erro de identificação da IA utilizada pela polícia.

### No âmbito da segurança
O uso inadequado de IA pode levar à coleta e processamento indevidos de dados pessoais, comprometendo a privacidade dos indivíduos. Estudos destacam a importância de uma governança robusta para proteger informações sensíveis no ambiente de trabalho. O próprio Chat GPT utiliza as informações fornecidas no chat para treinar seu modelo de IA

## Aplicações nas indústrias
A indústria já utiliza máquinas para automatizar os processos de fabricações desde o século passado. Mais recente, as empresas estão adotando cada vez mais o uso de robôs. Nas indústrias de fabricação de automóveis, zonas militares e na medicina são exemplos de uso amplo dos robôs.

### Agricultura
Unindo a internet das coisas, análise preditiva e inteligência artificial, o agronegócio consegue produzir mais e de forma mais inteligente. Previsões de clima e análise de tipos de sementes e solos permitem que máquinas autônomas administrem quase todo o processo de plantio e colheita automaticamente.

### Saúde e diagnósticos
A área da saúde atualmente depende muito da tecnologia de inteligência artificial e já está se beneficiando dela, especialmente no que diz respeito a diagnósticos que, com a ajuda da tecnologia, podem ser determinados com mais precisão e velocidade. Aos poucos, biossensores e acessórios vestíveis deixarão de fazer apenas o monitoramento de dados do paciente; especialistas acreditam que muito em breve a IA vai permitir que esses sensores também tomem as melhores decisões e administrem medicamentos.

### Transporte
Carros autônomos estão quase prontos para deixar suas pistas de percurso experimentais e ir para as ruas. Especialistas acreditam que dentro dos próximos anos isso já será possível e até comum. A próxima aposta é que outros meios de transporte, como caminhões e trens, também comecem a ser automatizados.
Os veículos autônomos são capazes de transportar pessoas ou bens sem utilização de um condutor humano, com isso há alguns desafios ainda a serem superados, como:
- Definir as responsabilidades legais sobre os acidentes provocados pelo veículo;
- Ajuste da legislação de trânsito para tratar os veículos autônomos;
- Desenvolver sensores mais eficientes na capacidade de percepção das condições de tráfego, principalmente de pedestres e ciclistas.

### Manufatura
A automação de atividades operacionais na manufatura continua a se ampliar, aumentando a produtividade e poupando os empregados de trabalhos pesados e repetitivos. À medida que a Inteligência Artificial se desenvolve e aprende, ela deverá atuar em mais áreas dentro da manufatura.

## O dilema do bonde
É um experimento mental e moral que vem sendo discutido pelo menos desde a década de 1960. Mas adaptando à nossa realidade esse dilema se tornaria o dilema do carro autônomo. O MIT lançou um site em que as pessoas devem definir qual será a ação tomada pelo carro autônomo, em uma situação de risco. Isso serve para reunir informações sob a perspectiva de seres humanos em relação a decisões morais tomadas por máquinas. São apresentados vários cenários, tais como o caso de um carro que perde o freio e tem em frente duas possibilidades: atropelar e matar um bebê e ferir um idoso, ou arriscar a vida de um casal e uma mulher grávida. Essa tem sido uma das principais discussões em relação aos carros sem motoristas.
Assim como ocorre com outros tipos de dilemas morais que ainda são tabus na sociedade atual, as empresas de tecnologia e fabricantes envolvidas no desenvolvimento de automóveis autônomos evitam ao máximo de fazer qualquer comentário mais profundo a respeito do tema.
No ano de 2016 em uma entrevista para o site Car and Driver durante o Paris Motor Show, Christoph von Hugo, a pessoa por trás do sistema de direção assistida e de segurança ativa da Mercedes-Benz, abordou o problema com a mais profunda e brutal sinceridade, declarando que a empresa vai proteger seus condutores sempre que possível.

## Inteligência artificial aplicada nas forças armadas
Nos últimos anos, houve pesquisas intensivas em inteligências artificias com a capacidade de aprender usando responsabilidades morais atribuídas. Com isso, os resultados podem ser usados ao projetar futuros robôs militares, para atribuir responsabilidade aos robôs. Há chances de que os robôs desenvolvam a capacidade de tomar suas próprias decisões lógicas sobre quem deve ser morto e é por isso que deve haver uma estrutura moral definida que a IA não pode ignorar.
Pesquisadores e especialistas questionaram o uso de robôs para o uso no combate militar, principalmente quando esses robôs possuem algum grau de funções autônomas. A Marinha dos EUA financiou um relatório que indica que, à medida que os robôs militares se tornam mais complexos, deve haver maior atenção às implicações de sua capacidade de tomar decisões autônomas. Um pesquisador afirma que robôs autônomos podem ser mais humanos, pois podem tomar decisões de forma mais eficaz.
As armas com IA apresentam um tipo de perigo diferente do das armas controladas por seres humanos. Vários governos começaram a financiar programas para desenvolver armas de IA. A Marinha dos Estados Unidos anunciou recentemente planos para desenvolver armas de drone autônomas, junto com anúncios similares da Rússia e da Coreia, respectivamente. Devido ao potencial de armas com IA tornarem-se mais perigosas do que as armas operadas por seres humanos, Stephen Hawking e Max Tegmark assinaram uma petição do Futuro da Vida para proibir armas de IA. A mensagem publicada por Hawking e Tegmark afirma que as armas de IA representam um perigo imediato e que é necessária ação para evitar tragédias em um futuro próximo.
A inteligência artificial está avançando na área militar e um renomado especialista britânico explica por que é tão importante proibir e legislar o quanto antes sobre este assunto, antes que a tecnologia caia nas mãos de terroristas.
Armas ofensivas autônomas, também conhecidas como robôs assassinos, são consideradas como o terceiro tipo de revolução. A primeira foi quando inventou-se a arma de fogo, a segunda foi a bomba nuclear, e esta é a terceira. Com isso vai mudar a forma de como o ser humano pensa na guerra, vai ter guerra muito mais eficiente e muito mais letal.
A diferença entre drones e armas autônomas é que na armas autônomas não há ser humano envolvido no processo, já no caso do drone, existe alguém em um lugar controlando à distância, portanto ainda é uma pessoa que tomará a decisão de matar ou não uma pessoa.
Mas no caso dos 'robôs assassinos', são equipamentos programados que tomam decisões. Ainda há questões de como se estabeleceria as responsabilidades de um crime cometido por uma arma autônoma.
Toby Walsh, professor de Inteligência Artificial da Universidade New South Wales fez uma declaração:
"É preciso legislar sobre o tema o mais rápido possível porque a tecnologia pode estar disponível dentro de pouco tempo, e é preciso tempo (para estabelecer o marco legal) e os diplomatas não trabalham muito rapidamente. Temos que tomar uma decisão hoje que dará forma a nosso futuro e determinará se seguimos um caminho do bem. Apoiamos o chamado por uma série de diferentes organizações humanitárias para a proibição da ONU sobre armas autônomas ofensivas, similar à recente proibição das armas a laser".

## Inteligência artificial e privacidade
A inteligência artificial é a grande tendência do momento no Vale do Silício, conforme que empresas de tecnologia correm para criar apps com aprendizado de máquina, reconhecimento de imagem e sons. A Google é uma das empresas que mais investem nessa área. Recentemente a Google anunciou um assistente pessoal que utiliza IA e é incorporado nos smartphones da linha Pixel. Porém há um grande problema na criação desse assistente, como é uma inteligência artificial, ela precisa recolher informações sobre cada usuário e com isso os dados ficam menos seguros.
O assistente da Google funciona de uma maneira simples: O usuário faz perguntas sobre locais que o interessam e que estejam próximos, previsão do tempo, ou como está o trânsito em um certo trecho. E para ficar mais eficiente, o assistente irá aprender sobre os hábitos e preferências do usuário, para poder oferecer resultados mais satisfatórios e personalizados.
E é aí que se entra a questão ética, pois para a inteligência artificial "aprender", ela terá que recolher e analisar muitos dados sobre o usuário, para poder dar resultados mais precisos. Estes novos assistentes são bem práticos, e a realidade é que muitas pessoas provavelmente irão utilizá-los e usufruir da experiência. Contudo isso significa que nós estaremos sacrificando a segurança e a privacidade dos dados para que a Google e entre outras empresas, possam desenvolver o que acabará por se tornar uma nova forma de ganhar dinheiro. Por exemplo, em um assistente que oferece resultados patrocinados quando você pergunta o que jantar esta noite.
As empresas estão apostando que as pessoas se preocupam mais com comodidade e facilidade do que com uma noção de privacidade. O trabalho da empresa é inovar e ganhar dinheiro, e no mínimo, ela está oferecendo a você uma opção robusta para proteger seus dados. Mas, claro, é uma opção que sacrifica o recurso útil do assistente de IA.
Algumas companhias de seguro já começam a propor a clientes que vistam dispositivos que são capazes de acompanhar sua vida cotidiana (exercícios físicos, consumo de álcool e tabaco, alimentação, sono). A partir dos dados coletados pela indumentária, os valores da apólice seriam elevados ou reduzidos. Segundo um especialista, a troca da privacidade pela conveniência levanta questões éticas que deveriam pautar as decisões de empresas e indivíduos.
Essas informações não são apenas utilizadas por serviços de inteligência, mas também por empresas que nos oferecem pontos por compras e que conhecem melhor nossos hábitos que nossos familiares. Diferentemente das empresas telefônicas, a maneira como esses dados são usados não é objeto de regulação estatal.
A privacidade, muito mais que um instrumento, é um bem. A ideia tão frequente de que o cidadão honesto nada tem a temer com a transmissão à rede dos dados de sua vida pessoal passa por cima justamente de um dos mais importantes fundamentos éticos da vida moderna, que é o poder do indivíduo sobre sua vida pessoal.
A Alemanha proibiu a comercialização da boneca Cayla, que ouvia e dialogava com as crianças. Enquanto fazia isso, ela armazenava as informações do diálogo (fazia isso sem o conhecimento dos pais). A preocupação das autoridades alemãs não impediu que o produto continuasse à venda nos EUA.

## Ética das máquinas
Em síntese, os meios técnicos para melhorar a saúde humana nunca foram tão poderosos como hoje em dia, permitir que as pessoas levem adiante trabalhos interessantes, favorecer a cooperação social e ampliar a soberania dos indivíduos sobre suas vidas e suas decisões. Ao mesmo tempo, nunca foram tão predominantes as ameaças que surgem da concentração de riqueza e de poder ligada a esses meios técnicos. É fundamental que se amplie a discussão pública (sobretudo a de natureza ética) sobre esses temas, pois é daí que virão políticas e iniciativas empresariais e cidadãs que poderão colocar a inteligência artificial a serviço do desenvolvimento da espécie humana.

## Ética como pilar da governança de IA
A ética é um componente fundamental da governança de IA, servindo como um pilar que sustenta a confiança e a aceitação das tecnologias de IA pela sociedade. A governança de IA envolve a criação de estruturas regulatórias, padrões e práticas que asseguram o desenvolvimento e a implementação responsável de sistemas inteligentes. A ética, nesse contexto, abrange questões como a transparência dos algoritmos, a imparcialidade na tomada de decisão, a privacidade dos dados e a responsabilidade dos desenvolvedores e usuários de IA. A importância de integrar a ética na governança de IA é destacada por organizações internacionais, como a OCDE, que através de suas Diretrizes para a IA, enfatiza a necessidade de sistemas de IA serem projetados de maneira a respeitar os valores humanos e os princípios democráticos. Além disso, a União Europeia tem sido pioneira na regulamentação ética de IA com o seu "Regulamento de IA", que propõe um quadro jurídico para garantir que a IA seja confiável e respeite os direitos fundamentais. A inclusão da ética como pilar essencial visa não apenas prevenir danos e discriminação, mas também promover o bem-estar social e a inovação responsável, assegurando que os benefícios da IA sejam distribuídos de forma equitativa e que os sistemas sejam compreendidos e controláveis pelos seres humanos.
A ética na inteligência artificial não deve ser vista como um obstáculo ao desenvolvimento, mas sim como um elemento essencial para garantir que os avanços tecnológicos beneficiem toda a sociedade. A ausência de diretrizes éticas pode levar ao desenvolvimento de sistemas opacos, enviesados e potencialmente prejudiciais. A falta de transparência nos algoritmos pode comprometer a confiança dos usuários, enquanto a discriminação algorítmica pode perpetuar desigualdades sociais existentes. Por isso, iniciativas que promovam a explicabilidade dos modelos de IA e garantam o controle dos sistemas são fundamentais para que a tecnologia seja aplicada de maneira justa e responsável.
O desenvolvimento de modelos de IA precisa equilibrar inovação e responsabilidade. A governança ética da IA não apenas reduz riscos, mas também impulsiona a criação de tecnologias mais confiáveis e sustentáveis a longo prazo. Além disso, regulamentos como o Regulamento de IA da União Europeia e as diretrizes da UNESCO reforçam que a implementação de práticas éticas é um diferencial competitivo. Incorporar a ética desde as fases iniciais do desenvolvimento da IA contribui para um ecossistema tecnológico mais inclusivo, seguro e alinhado com os valores humanos.